# Liste des cours d'eau de Vaucluse
Liste des fleuves, rivières et autres cours d'eau qui parcourent en partie ou en totalité le département de Vaucluse

## Classement par ordre alphabétique
- Aigue Brun - Auzon
- Boulon - Brégoux
- Calavon - Canal de Carpentras - Canal de Crillon - Canal de Donzère-Mondragon - Canal de Pierrelatte - Canal de Vaucluse - Canal du Comte - Canal Puy - Canal Saint-Julien - Carlet - Coronne - Croc
- Derboux - Dôa - Durance
- Eygues - Èze
- Gayère - Groseau
- Hérin
- Imergue
- Lauzon (Rhône) - Lauzon (Vaucluse) - Lez (Rhône) - Lioux (rivière)
- Malagrone - Marderic - Mède - Meyne - Mourgon
- Nesque
- Ouvèze
- Réal - Renard - Riaille - Roubine
- Salette - Sauzette - Seille - Sénancole - Sorgue
- Talobre - Toulourenc - Trignon
- Vallat de l'Ebrette - Véroncle[1]

## Classement par fleuve et bassin versant
Le seul fleuve de Vaucluse est le Rhône qui est la limite ouest du département, de même que son dernier affluent gauche la Durance est la limite sud du département 
et dans le sens amont vers aval :
- Rhône (812 km)[2]
  - Hérin (r?) (23,3 km)
  - Canal de Donzère-Mondragon (rg) (24 km)
  - Lauzon (Rhône) (rg) (14,4 km)
  - Lez (rg) (73,5 km)
    - Canal du Comte (rg)
    - Talobre (rg) (10,5 km)
    - Coronne (rg) (22,5 km)
    - Canal de Carpentras (69 km)

  - Eygues (rg) (114,1 km)
    - La Gayère (rg) (7,2 km)

  - Meyne (rg) (14,9 km)
  - Canal de Pierrelatte (rg)
  - Ouvèze (rg) (123 km)
    - Lauzon (Vaucluse) (rd) (13,2 km)
    - Groseau (rg) (9,5 km)
    - Toulourenc (rg) (32 km)
    - le Menon (rg) (13,2 km)
    - le ruisseau de Derboux (rg) (12,2 km)
    - Trignon (rg) (6 km)
    - Sorgue (rg) (35 km)
      - le Canal de Vaucluse (15 km)
      - la Nesque (53,3 km)
        - le Croc (26,1 km)

      - l'Auzon (35,3 km)
      - la Mède ou le vallon des Paillasses[notes 1] ou le Riaux ou la grande Levadé (34,8 km)
        - Malagrone (rd) (5,8 km)
        - Sauzette (rg) (4,1 km)
        - Brégoux (rd) (22 km)
          - Salette ou Vallat de Callès (rd) (8,3 km)

    - Seille (rd) (13 km)
    - Canal de Carpentras (rd)

  - Canal de Crillon (rg)
  - Durance (rg) (324 km)[3]
    - Canal Saint-Julien (rd) 200 km
    - Canal Puy (rd)
    - Canal Crillon (rd)
    - le Petit Mourgon (rd) (9,1 km)
      - le Grand Mourgon (rg) (3 km)

    - Vallat de l'Ebrette (4,6 km)
      - Vallat de Galance (7,5 km)
        - Vallon des Parties (1,2 km)

    - Èze (24,3 km)
    - Aigue Brun (22,8 km)
    - Coulon ou Calavon (88,3 km)
      - Dôa (rd) (15,9 km)
      - Riaille (rg) (5,3 km)
      - Imergue (rd) (16,8 km)
        - Carlet (8 km)
          - Véroncle (rd) (11,9 km)

        - Roubine (rg) (5,4 km)
        - Lioux (rd) (5,7 km)

      - Boulon (rg) (3,4 km)
      - Sénancole (rd) (12,6 km)

## Hydrologie
la Banque Hydro a référencé les cours d'eau suivants : 
- l'Auzon à Mormoiron[5],
- l'Aygues à Orange[6],
- le Brégoux à Carpentras[7], Aubignan[8] et Sarrians[9],
- le Calavon (ou Coulon, le cours d'eau portant un nom différent à la source qu'à l'embouchure) à Saint-Martin-de-Castillon[10], Apt[11], Beaumettes[12], Oppède[13].
- la Durance à Cavaillon[14] et Caumont-sur-Durance[15],
- la Grande Levade à Bédarrides[16],
- le Lez à Bollène[17],
- le Mède à Saint-Pierre-de-Vassols[18] et Aubignan[19],
- la Nesque à Pernes-les-Fontaines[20],
- l'Ouvèze à Bédarrides[21], Entrechaux[22], Roaix[23] et Vaison-la-Romaine[24],
- le Rhône à Avignon[25],
- la Sorgue à Fontaine-de-Vaucluse[26],[27],
- le Toulourenc à Malaucène[28],